# Marianne Cederblad
Helga Marianne Cederblad, född 8 maj 1934 i Stockholm, är en svensk läkare och professor emerita.
Cederblad blev vid Karolinska institutet medicine licentiat 1963 och medicine doktor 1968. Hon tjänstgjorde vid Ulleråkers sjukhus i Uppsala 1961–62, Kronprinsessan Lovisas barnsjukhus i Stockholm 1963–64, Clinical for Nervous Disorders i Khartoum 1964–65, Barnbyn Skå 1965–67, Ericastiftelsen 1968, psykisk barn- och ungdomsvård, Hökarängens mottagning i Stockholm 1969–77, barn- och ungdomspsykiatriska kliniken vid Regionsjukhuset i Linköping 1977–81 samt barn- och ungdomspsykiatriska kliniken vid Regionsjukhuset i Umeå 1983–84. Hon var universitetslektor vid Karolinska institutet 1974–77, professor i barn- och ungdomspsykiatri vid barn- och ungdomspsykiatriska kliniken, Sankt Lars sjukhus i Lund från 1984.